# Tożsamość kulturowa
Tożsamość kulturowa – jedna z odmian tożsamości społecznej (zbiorowej). 
Względnie trwała identyfikacja grupy ludzi i pojedynczych jej członków z określonym układem kulturowym tworzonym przez zespół idei, przekonań, poglądów, z konkretnymi zwyczajami i obyczajami oraz z danym systemem aksjologicznym i normatywnym. Zbiór wierzeń i zachowań, wspólny język, który odróżnia grupy etniczne od siebie i od kultury dominującej. 
Identyfikacja powinna umacniać wewnętrzną jedność grupy i stanowić o jej "differentia specifica". Człowiek przynależy równocześnie do wielu grup, więc tożsamość kulturowa tworzy się poprzez nakładanie się różnych wpływów, którym jednostka podlega. Jeśli te wpływy są zbieżne, to wzmacniają się wzajemnie, dzięki czemu identyfikacja jednostki z kulturą jest pełna. W przeciwnym razie tworzy się dysonans kulturowy, powodujący niespójną tożsamość.
Krzewienie własnych elementów kulturowych wzmacnia tożsamość kulturową narodów. Ludzie bez poczucia miejsca, posiadanego dziedzictwa i nie przywiązani do tradycji w danym kraju, nie są w stanie umacniać swej tożsamości.